# Пояс смертника
Пояс смертника, или «пояс шахида», — самодельное взрывное устройство, которое террорист-смертник надевает на тело под одежду для совершения убийства (обычно массового) путём самоподрыва.

## Описание
Обычно «пояс смертника» представляет собой тканевой широкий пояс, в который зашиты несколько цилиндров (часто это обрезки водопроводных труб), наполненных взрывчаткой (часто порохом) и поражающими элементами (стальные шарики от шарикоподшипников, шурупы, гайки, гвозди, куски толстой проволоки) и соединенных проводами с переключателем, который обычно находится в кармане террориста или за пазухой. Более усовершенствованный вариант изготавливается из пластифицированной взрывчатки, и состоит из «плиток» взрывчатки, вшитых в матерчатый пояс. В плитки впрессовываются поражающие элементы.
Иногда в качестве поражающих элементов используются пластиковые иглы (флешетты), которые не обнаруживаются металлоискателем. Если имеется взрывчатое вещество заводского изготовления (тротил, мелинит или гексоген) в стандартных шашках, то сформированный из них заряд представляет собой упаковку, в которой шашки переложены поражающими элементами. Иногда используются не пояса, а жилеты со вшитыми зарядами, что позволяет увеличить их общую мощность.

## История
Впервые это оружие применили «Тигры освобождения Тамил-Илама».
Израильский генерал Р. Эйтан упоминает, что один из первых «поясов смертников» со взрывчаткой был обнаружен на одном из трех палестинских террористов, уничтоженных 11 апреля 1974 года в поселении Кирьят-Шмона.
В советских источниках упомянут случай, имевший место в июне 1982 года во время Ливанской войны: в ходе обороны лагеря палестинских беженцев Айн Аль-Хальве в городе Сайда несколько защитников пошли в контратаку на израильских солдат, «обвязавшись взрывпоясами, чтобы взорваться в гуще врагов».
В 2000-е годы отмечены случаи использования поясов с зарядами взрывчатки чеченскими террористами (во время теракта 23—26 октября 2002 года в Москве, теракта 1—3 сентября 2004 года в Беслане и в других случаях).

### Вторая мировая война
Во время первого Шанхайского сражения и второй Японо-китайской войны китайская армия использовала военные части смертников «Готовые к смерти» и отряды дадао, вооружённых лишь гранатами и китайским фальшионом дао. Забрасывая позиции противника гранатами, дадао стремились как можно скорее вступить в ближний бой.
Китайская армия использовала части смертников, обмотанных поясами со взрывчаткой, во время второй Японо-китайской войны.
Китайские солдаты обвязывали свои тела гранатами или динамитом и бросались под японские танки.
Китайский солдат подорвал пояс с гранатами, унеся с собой 20 японцев, на складе Сыхан.
Смертники использовались во время битвы за Шанхай, когда смертник остановил колонну японских танков, взорвав себя вместе с ведущим танковой колонны, и в битве за Тайэрчжуан, где китайские солдаты бросались под танки, подрывая себя.
Императорская армия Японии готовила добровольцев-смертников — наземные тэйсинтай — для уничтожения бронетехники, артиллерии, а также офицеров противника.